# Scorpiops lourencoi
Espèce
Scorpiops lourencoi est une espèce de scorpions de la famille des Scorpiopidae.

## Distribution
Cette espèce est endémique du Tibet en Chine. Elle se rencontre dans la ville-district de Shigatsé.

## Description
Le mâle holotype mesure 46,7 mm et la femelle paratype 47,3 mm.

## Systématique et taxinomie
Cette espèce a été décrite par Lv et Di en 2022.

## Étymologie
Cette espèce est nommée en l'honneur de Wilson R. Lourenço.

## Publication originale
- Lv & Di, 2022 : « Scorpiops lourencoi sp. nov., the revalidation of Scorpiops atomatus Qi, Zhu & Lourenço, 2005, and the redescription of Scorpiops tibetanus Hirst, 1911 (Scorpiones, Scorpiopidae) from China. » ZooKeys, vol. 1132, p. 189-214 (texte intégral).